# Кеосаян, Лаура Давидовна
Лау́ра Дави́довна Кеосая́н (арм. Լաուրա Դավթի Քեոսայան; род. 8 февраля 1982, Москва, РСФСР, СССР) — российская актриса театра и кино. 

## Биография
Лаура Кеосаян родилась 8 февраля 1982 года в Москве, в семье кинематографистов. Принадлежит к кинематографической династии Кеосаянов.
В детстве пять лет прожила в Индии, где работал её отец Давид Эдмондович Кеосаян. Он представлял там «Совэкспортфильм».
Актёрская карьера Кеосаян началась в шесть лет, когда её дед, режиссёр и сценарист Эдмонд Кеосаян, снял её в эпизодической роли в художественной драме «Вознесение» (1988).
В 1997 году в возрасте пятнадцати лет исполнила драматическую роль еврейской девочки, прошедшей через геноцид евреев в Польше, в видеоклипе на песню «Скрипка-лиса» (музыка — Игорь Саруханов, автор слов — Александр Новиков) Игоря Саруханова. Клип снял дядя Лауры — кинорежиссёр и клипмейкер Тигран Кеосаян. Но после работы в этом клипе Кеосаян почувствовала себя не по возрасту взрослой и зареклась быть актрисой, так как съёмки дались ей, подростку, очень тяжело и физически, и эмоционально.
В 2004 году окончила Институт внешнеэкономических связей (ИВЭС) Московского государственного института международных отношений (университета) МИД РФ (МГИМО МИД РФ) по специальности «маркетинг» с присвоением квалификации «экономист». Учась на выпускном пятом курсе, Кеосаян поняла, что очень несчастна. Поэтому в день защиты диплома, несмотря на протесты родных, отправилась на прослушивание в «Щуку» и в Школу-студию МХАТ.
В 2008 году окончила актёрский факультет Театрального института имени Бориса Щукина (художественный руководитель курса — Владимир Иванов), в том же году была принята в труппу Государственного академического театра имени Е. Б. Вахтангова.
С 2011 года сотрудничала с московским театром «C. А. Д.», в котором была занята в спектакле «Аркадия» по одноимённой пьесе Тома Стоппарда режиссёра Ирины Пахомовой.
Снялась в художественных фильмах и телесериалах: «Кодекс чести 2» (2004), «Любовница» (2005), «Рекламная пауза» (2005), «Любовь на острие ножа» (2007), «Девочка» (2008), «Склифосовский» (2012—2013), «Джуна» (2015) и других.
По сообщениям СМИ от 17 сентября 2015 года, после съёмок в главной роли в многосерийном телефильме «Джуна», Лаура Кеосаян была срочно госпитализирована на лечение в специализированную клинику, где врачи-косметологи несколько месяцев приводили в порядок её кожу. Причиной экстренного вмешательства стало многократное принудительное состаривание лица молодой актрисы с помощью специального голливудского клея, стягивающего кожу и делающего её морщинистой, что могло повлечь за собой интоксикацию всего организма.

## Семья
Дедушка — Эдмонд Гарегинович Кеосаян (9 октября 1936 — 21 апреля 1994), кинорежиссёр.
Бабушка — Лаура Ашотовна Геворкян (Кеосаян; род. 28 января 1939), актриса театра и кино.
Дядя — Тигран Эдмондович Кеосаян (род. 4 января 1966), кинорежиссёр, актёр, сценарист, клипмейкер и телеведущий.
Отец — Давид Эдмондович Кеосаян (10 апреля 1961 — 19 октября 2022), российский киноактёр, кинорежиссёр, сценарист и продюсер. 
Мать — Анаида Кеосаян, художник.
Брат — Эдмонд Кеосаян (род. 1987), администратор на съёмочной площадке.
Муж — Иван Рудаков (19 октября 1978 — 16 января 2022), актёр театра и кино, режиссёр. Лаура и Иван познакомились на съёмках телесериала «Цыганочка с выходом» (2008). Супруги были разведены, но поддерживали дружеские отношения. 
- Дочь — Серафима (род. 2011)[3][6]. Крёстной матерью Серафимы является актриса Екатерина Вуличенко[13].

## Творчество

### Театральные работы

#### Государственный академический театр имени Е. Б. Вахтангова
- 2008 — «Белая акация» по одноимённой оперетте Исаака Дунаевского (режиссёр — Владимир Иванов) — Ольга Ивановна, жена Петра Чумакова
- 2008 — «Берег женщин», пластическая композиция по песням Марлен Дитрих (хореограф-постановщик — Анжелика Холина) — соло
- «Карлсон, который живёт на крыше», антреприза-мюзикл по повести «Малыш и Карлсон, который живёт на крыше» Астрид Линдгрен (Фонд Герарда Васильева и Академия детского мюзикла на сцене Театра имени Е. Б. Вахтангова; режиссёр — Жанна Жердер) — фрекен Хильдур Бок, домработница родителей Малыша

#### Театр «C. А. Д.»(Москва)
- 2011 — «Аркадия» по одноимённой пьесе Тома Стоппарда (режиссёр — Ирина Пахомова; премьера — 8 мая 2011 года)[8].
- 2013 — «Балаган» по одноимённой пьесе Чарльза Мори (режиссёр — Ирина Пахомова; премьера — 22 мая 2013 года) — Сюзанна Хантсмен, режиссёр[14]

### Фильмография
- 1988 — Вознесение — эпизод[2]
- 2004 — Ландыш серебристый 2 (серия № 8 «Крепкий сон разума») — учётчица
- 2004 — Кодекс чести 2 (фильм № 1 «Свидетель должен умереть») — Ася Битарова
- 2005 — Любовница — Кристина, секретарь
- 2005 — Рекламная пауза — ассистентка
- 2006 — Три полуграции — секретарь Алисы Витольдовны
- 2007 — Любовь на острие ножа — Лаура Саркисова (Ляля), внучка Армена Саркисова
- 2007 — Закон и порядок. Преступный умысел (фильм № 4 «Под прикрытием») — Лилия Толбухина, дочь Игоря Толбухина
- 2007 — Марш Турецкого. Возвращение Турецкого (фильм № 3 «Триада») — Марина
- 2008 — Девочка — Маня
- 2008 — Цыганочка с выходом — Лигита, цыганка-танцовщица (главная роль)[2]
- 2009 — Не отрекаются любя… — Юлия
- 2010 — Судьбы загадочное завтра — Лачи, ясновидящая
- 2010 — Вера. Надежда. Любовь — Неля, дочь Зои
- 2010 — Последние римляне
- 2010 — Единственный мужчина — Лера
- 2010 — Варенька. И в горе, и в радости — Зара
- 2010 — Москва. Центральный округ 3 (фильм № 13 «Вера и доверие») — Армине
- 2011 — Морские дьяволы 5 (серия № 17 «Предсвадебная лихорадка») — Тина
- 2012 — Склифосовский (1 сезон) — Эмма Луспарян, любовница Брагина, анестезиолог
- 2012 — Собачья работа — Белла, певица
- 2013 — Склифосовский (2 сезон) — Эмма Луспарян, любовница Брагина, анестезиолог
- 2013 — Шагал — Малевич — подруга Беллы
- 2013 — Визит — Дина бинт Абдул-Хамид, королева Иордании[15][16]
- 2014 — Манекенщица — Катя, манекенщица
- 2014 — Море. Горы. Керамзит — Аэлита, сестра Офелии
- 2014 — Боцман Чайка — Алевтина
- 2015 — Главный — жена Глушко
- 2015 — Джуна — Джуна (Евгения Ювашевна Давиташвили), советская и российская целительница[9][10][11]
- 2016 — Моя любимая свекровь — Анжела, бывшая жена Ивана
- 2018 — Страсть — Инга
- 2018 — Крымский мост. Сделано с любовью! — Ника
- 2019 — В клетке — Фирдаус[17]